# Solitär (biologi)

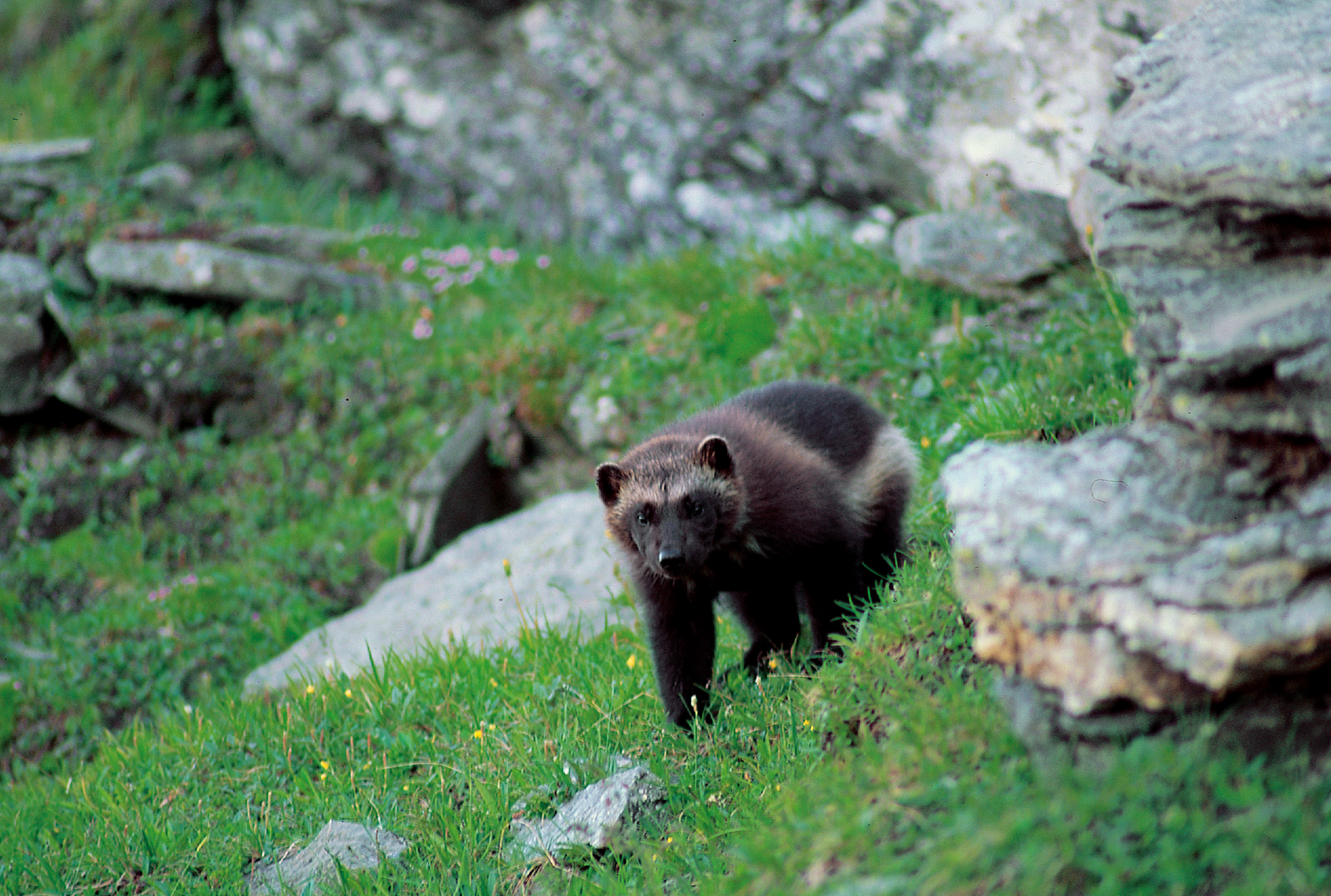
Järv kan beskrivas som ett solitärt däggdjur, då de vuxna individerna lever ensamma, utom under parningstiden, och i honans fall under ungarnas uppfödningstid.

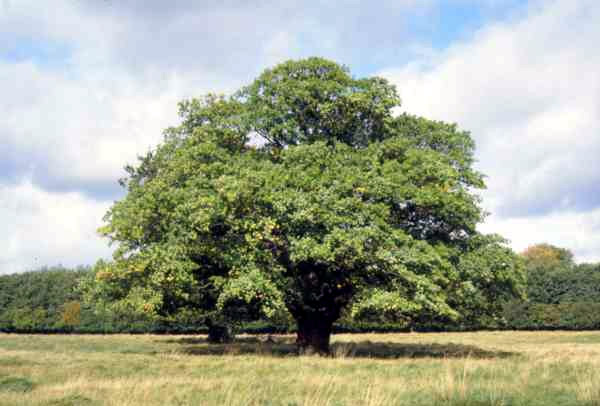
Träd som står ensamma kan kallas för solitärträd. De får mycket ljus och plats och får därför ofta stora kronor jämfört med träd av samma slag som växer tätt tillsammans i en skog.

Med solitär avses inom biologi ett djur som är ensamlevande (zoologi) eller en växt som växer ensam (botanik, hortikultur).

## Zoologi
Inom zoologi kan termen "solitär" användas om djur vars levnadssätt kännetecknas av att individerna lever ensamma, i motsats till djur som lever i samhällen, kolonier, flockar, familjegrupper, par eller andra grupperingar. I synnerlighet används termen om insekter, så som vissa bin och getingar, djurgrupper där bildandet av samhällen i allmänhet är en egenskap som är starkt förknippat med gruppen (se vidare solitära bin och solitära getingar). För koraller, som stenkoraller, där det vanliga levnadssättet är kolonibildande, kan arter som inte är kolonibildande kallas solitära. Detta innebär att varje korall av arten är en enskild polyp och individ (se exempel bägarkorall).
När det gäller däggdjur syftar termen på ett levnadsätt som innebär att de vuxna individerna lever ensamma, förutom när hanar och honor möts under parningstiden. Exempel på sådana djur är till exempel järv och snöleopard. I honans fall lever hon också med sina ungar under deras uppfödningstid.

## Botanik
Inom botanik avser termen "solitär" en ensamväxande växt, en växt som inte bildar bestånd.